# Aradus vadosus
Aradus vadosus är en insektsart som beskrevs av Van Duzee 1920. Aradus vadosus ingår i släktet Aradus och familjen barkskinnbaggar. Inga underarter finns listade i Catalogue of Life.